# おおかみ座ガンマ星
おおかみ座γ星 （おおかみざガンマせい、Gamma Lupi / γ Lup) はおおかみ座にある3等星。青白色の準巨星である。 
中国では星官「騎官」に属しており、騎官第一星（騎官一）に当たっていた。